# Mas Romeu (Vilanova de Sau)
El Mas Romeu és una masia de Vilanova de Sau (Osona) inclosa a l'Inventari del Patrimoni Arquitectònic de Catalunya.

## Descripció
Masia de planta quadrada coberta a dues vessants, amb el carener perpendicular a la façana, orientada a llevant. La casa es troba assentada sobre el desnivell del terreny i, a la banda de llevant el portal queda a nivell del primer pis i és de forma rectangular amb llinda de fusta. La banda de tramuntana presenta dos portals a la plana i una finestra al primer pis. A l'angle Nord-est s'hi adossa una construcció que ubica l'antic forn. A ponent només hi ha dues finestres a nivell del primer pis. La banda de migdia és la part més reformada.
Materials constructius: granit vermell unit amb morter de calç.

## Història
Masia situada dins el terme de Vilanova de Sau, registrada com a "Masia-casa de labranza" al nomenclàtor de la província de l'any 1892. No hi ha cap dada constructiva que permeti afirmar una major antiguitat.